# Coupe du monde de marche 1983
Navigation
Valence 1981 Saint John's 1985
La 11e édition de la Coupe du monde de marche s'est déroulée les 24 et 25 septembre 1983 dans les rues de Bergen, en Norvège.

## Tableau des médailles
| Rang | Nation           | Or | Argent | Bronze | Total |
| ---- | ---------------- | -- | ------ | ------ | ----- |
| 1    | Chine            | 2  | 0      | 0      | 2     |
| 2    | Union soviétique | 1  | 3      | 2      | 6     |
| 3    | Mexique          | 1  | 1      | 1      | 3     |
| 4    | Tchécoslovaquie  | 1  | 0      | 0      | 1     |
| 5    | Italie           | 0  | 1      | 0      | 1     |
| 6    | Australie        | 0  | 0      | 2      | 2     |
|      | Total            | 5  | 5      | 5      | 15    |

## Podiums

### Hommes
| Épreuve                             | Or                                               | Argent                                       | Bronze                                             |
| ----------------------------------- | ------------------------------------------------ | -------------------------------------------- | -------------------------------------------------- |
| 20 km                               | Jozef Pribilinec Tchécoslovaquie 1 h 19 min 30 s | Ernesto Canto Mexique 1 h 19 min 41 s        | Anatoliy Solomin Union soviétique 1 h 19 min 43 s  |
| 50 km                               | Raúl González Mexique 3 h 45 min 37 s            | Sergey Yung Union soviétique 3 h 48 min 46 s | Viktor Dorovskikh Union soviétique 3 h 49 min 47 s |
| Lugano Trophy - Combiné par équipes | Union soviétique 231 pts                         | Italie 189 pts                               | Mexique 146 pts                                    |

### Femmes
| Épreuve                          | Or                           | Argent                                         | Bronze                           |
| -------------------------------- | ---------------------------- | ---------------------------------------------- | -------------------------------- |
| 10 km                            | Xu Yongjiu Chine 45 min 14 s | Natalya Sharipova Union soviétique 45 min 26 s | Susan Cook Australie 45 min 27 s |
| Eschborn Cup - 10 km par équipes | Chine 132 pts                | Union soviétique 130 pts                       | Australie 124 pts                |